# Форт-Дельгрес
Форт-Дельгрес (фр. Fort Delgrès) — фортифицированный комплекс в Бас-Тере.
Форт был построен Шарлем Уэлем в 1649 году. После этого губернаторы Гваделупы неоднократно расширяли и вносили существенные изменения. У него было несколько названий: Форт-Уэль (1650—1794), переименованный британцами в Форт-Матильда (1794), Форт-Ришпанс (30 марта 1803—1810), снова Форт-Матильда (1810—1814 и 1815—1816), опять Форт-Ришпанс (1816—1960), Форт-Сен-Шарль (1960—1989).
В своей истории форт неоднократно подвергался атакам противника.
21 ноября 1977 года форт признан историческим памятником. С 1989 года форт назван в честь Луи Дельгреса.
В настоящее время Форт-Дельгрес является туристической достопримечательностью.

## Галерея

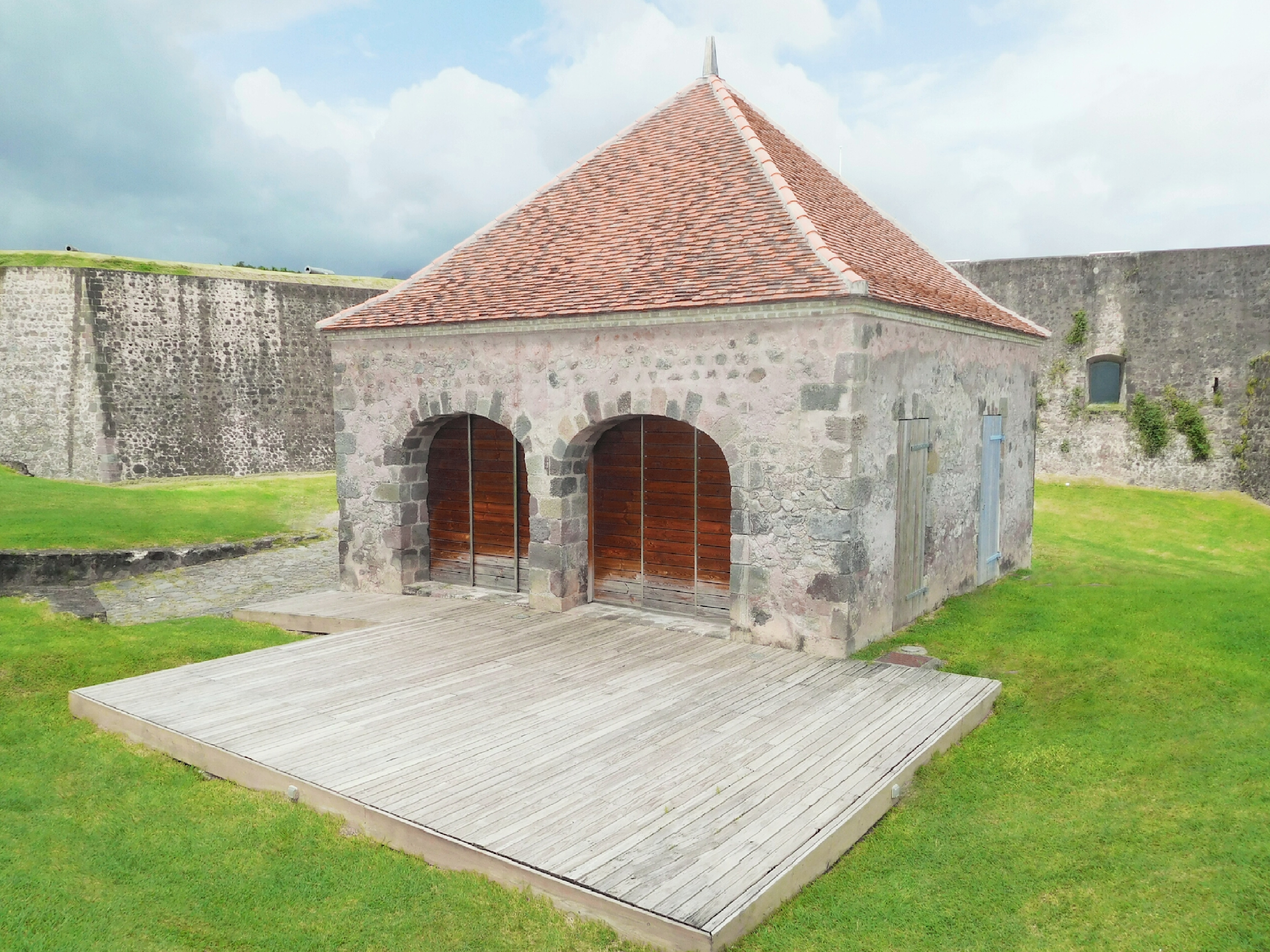
Гауптвахта
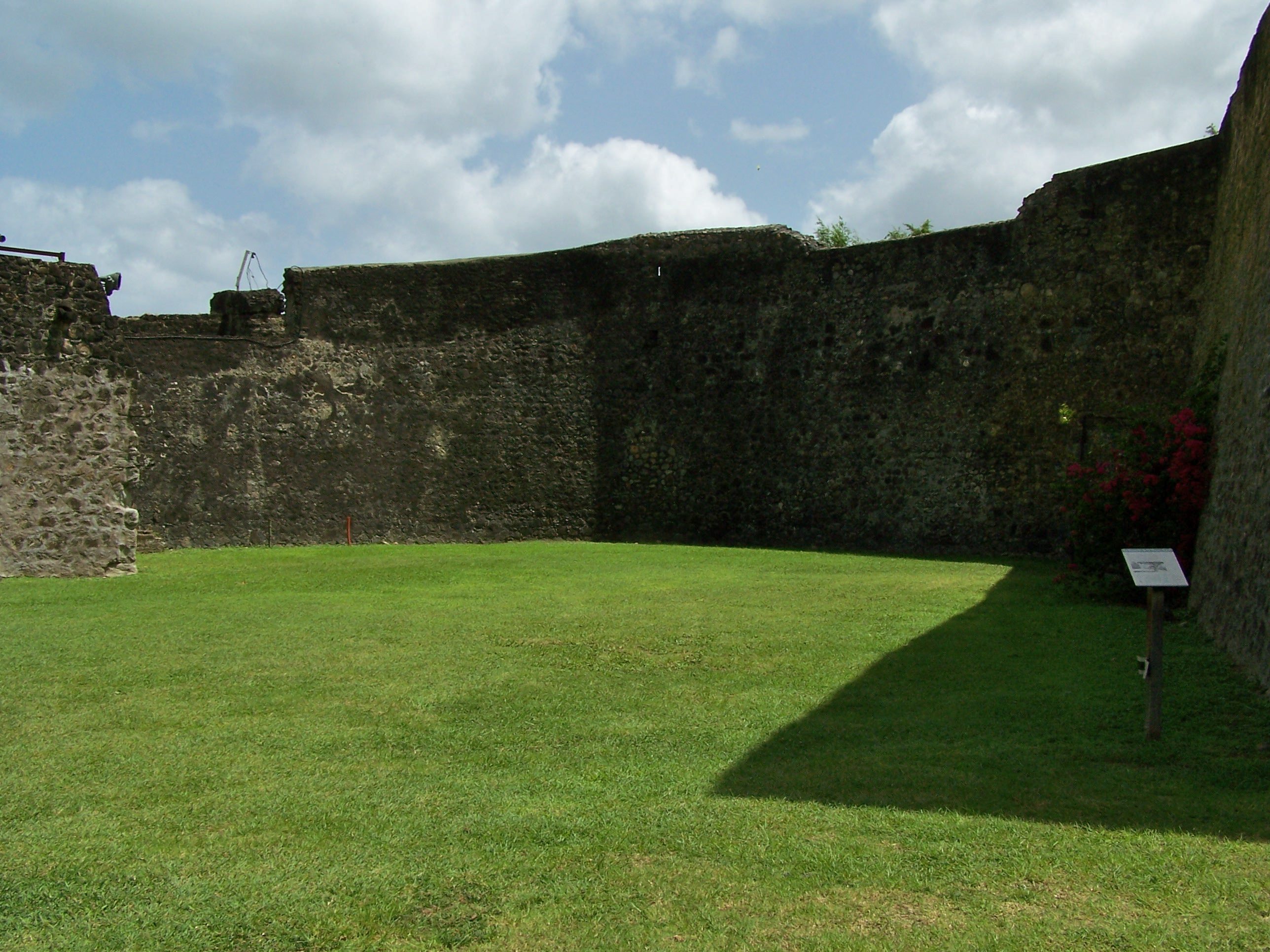
Внутри форта
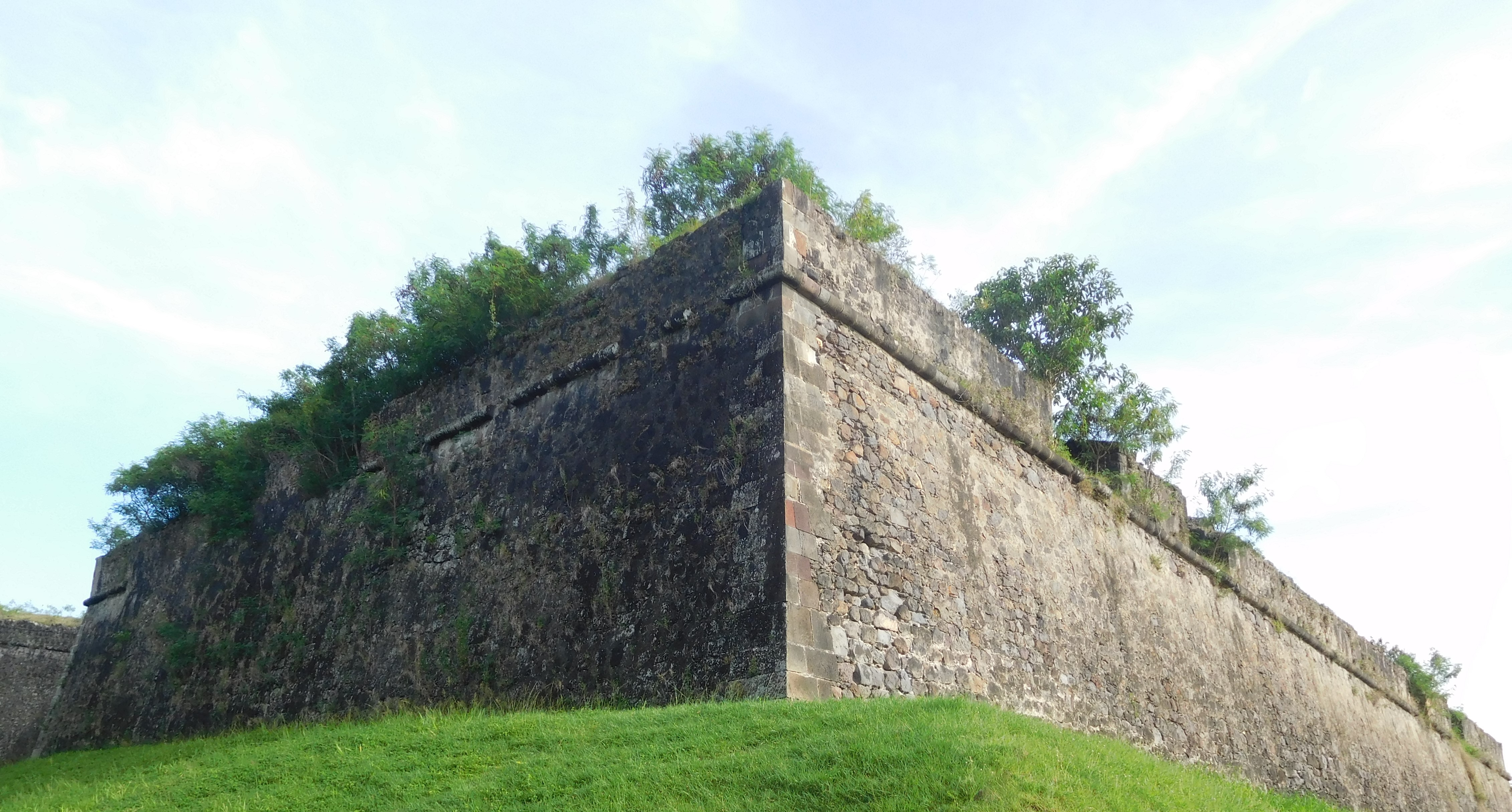
Стены форта
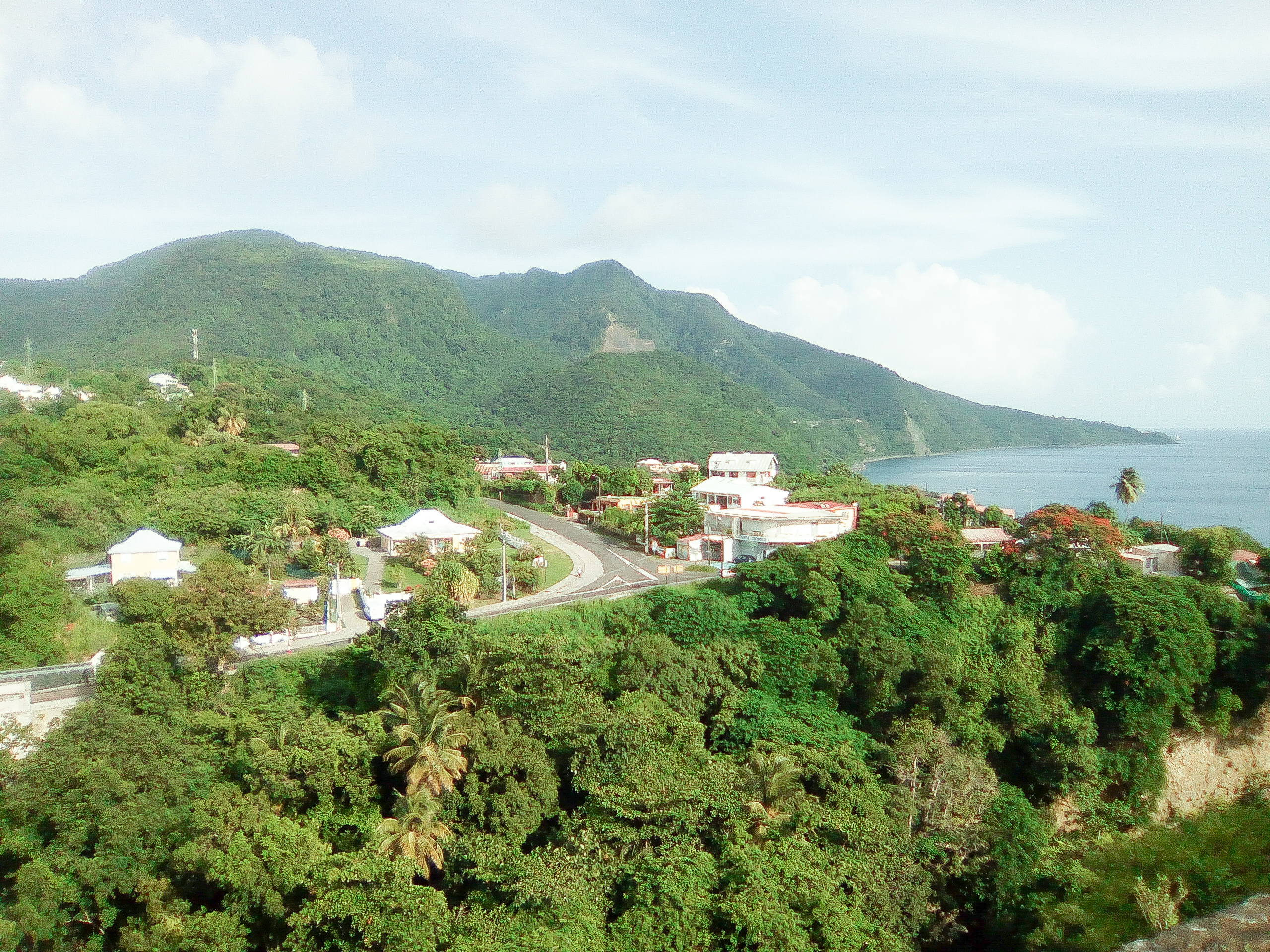
Вид с форта на город и море